# Василояннис, Андреас
Андре́ас Васило́яннис (греч. Ανδρέας Βασιλόγιαννης; 21 февраля 1991 года, Патры) — греческий футболист, играющий на позиции полузащитника в клубе «Ханья».

## Клубная карьера
Родившийся в Патрах Оркан Андреас Василояннис начинал свою карьеру футболиста в греческом клубе «Олимпиакос». 17 октября 2007 года он дебютировал на профессиональном уровне, выйдя на замену в матче Суперкубка Греции против «Ларисы». Затем на правах аренды Василояннис выступал за команды низших греческих лиг «Этникос» и «Глифада». Летом 2012 года он был отдан в аренду клубу Греческой Суперлиги «Керкира». 16 сентября 2012 года Андреас Василояннис дебютировал в главной греческой лиге, выйдя на замену в домашней игре с «Ксанти».
В конце августа 2013 года полузащитник перешёл в команду Греческой футбольной лиги «Ханья», а спустя год — в другой клуб той же лиги «Ламия». В июле 2015 года Андреас Василояннис стал футболистом кипрского «Эрмиса». 22 августа того же года он забил свой первый гол на высшем уровне, отметившись в домашнем поединке против АПОЭЛа.
Сезон 2016/17 Василояннис вновь провёл за «Ламию» в Греческой футбольной лиге, а с июля 2017 года представляет клуб турецкой Первой лиги «Умраниеспор».